# 普尔科沃天文台

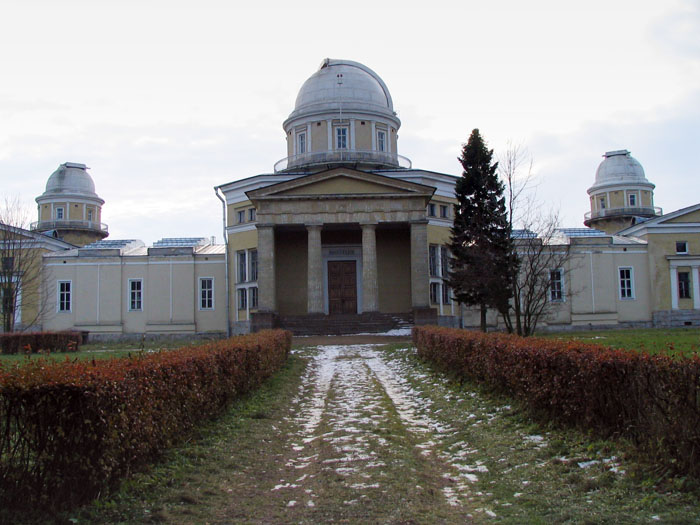
俄罗斯普尔科沃天文台

59°46′18″N 30°19′34″E / 59.77167°N 30.32611°E
普尔科沃天文台（Pulkovo Observatory）又名俄羅斯科學院總天文臺，位于俄罗斯圣彼得堡以南约19公里，海拔75米，是俄罗斯科学院下属的一座天文台。

## 历史
普尔科沃天文台由沙皇尼古拉一世下令并拨款修建，1833年动工，1839年建成并正式投入使用，是俄国的第一座天文台。俄国著名天文学家瓦西里·雅可夫列维奇·斯特鲁维领导了该天文台的筹建工作，并担任首任台长。1861年，他的儿子奧托·威廉·馮·斯特魯維接任台长职务。普尔科沃天文台早期的主要观测设备是一台从德国购置的38厘米（15英寸）口径的折射望远镜，哈佛大学天文台购置了一台同样的望远镜，它们在当时是世界上口径最大的。
普尔科沃天文台早期主要从事恒星位置的测量、天文常数的测定，以及双星的观测工作，並为俄罗斯的大地测量及航海工作服务。1885年，一台口径76厘米的折射望远镜在普尔科沃天文台建成，是当时世界上口径最大的望远镜，其主镜是由著名望远镜制造商人克拉克磨制的。1894年，该天文台开始进行天体摄影的工作，1920年开始通过无线电发布精确的报时服务。在大地测量方面，穿越普尔科沃天文台主楼中央的子午线在过去所有俄国出版的地图上都是起点。
由于普尔科沃天文台地理纬度偏北，无法观测靠南的恒星，因此在今乌克兰境内设立了两个观测站，分别位于克里米亚半岛的西美斯以及尼古拉耶夫。
第二次世界大战期间，普尔科沃天文台遭到了德军的猛烈空袭，几乎所有建筑物被摧毁，而一些重要的设备、图书资料等被转移到圣彼得堡妥善保存了下来。战争尚未结束时，苏联政府就已经决定重建普尔科沃天文台。重建工作于1946年在原址的废墟上开始，1954年5月完工并正式启用，无论是设备、人员还是研究领域都比以前规模大大拓宽，还成立了射电天文、仪器制造等一些新的部门。原有的仪器设备得以修复，又在此基础上安装了65厘米口径折射望远镜、干涉仪、太阳望远镜、日冕仪、射电望远镜等新的设备。1945年西美斯观测站并入苏联科学院的西美斯天体物理台，现归属乌克兰。
为纪念普尔科沃天文台，第762号小行星被命名为“普尔科沃”。

## 歷任台長

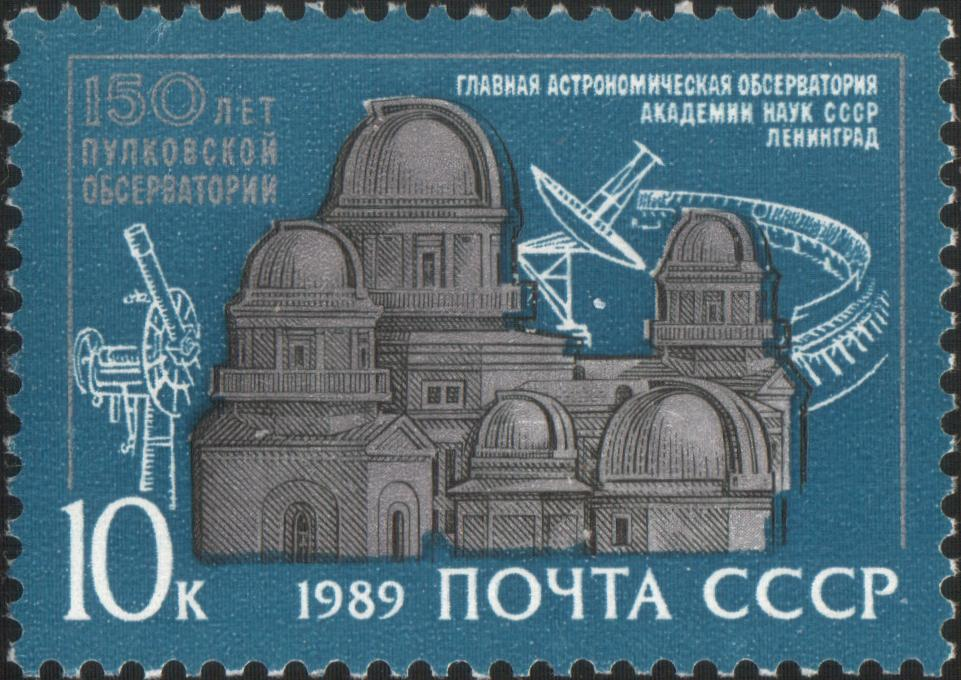
1989年蘇聯紀念郵票

1. 1839–1862 瓦西里·雅可夫列维奇·斯特鲁维
2. 1862–1889 奧托·威廉·馮·斯特魯維
3. 1890–1895 费多尔·亚历山德罗维奇·布列季欣
4. 1895–1916 奧斯卡·巴克隆德
5. 1916–1919 阿里斯塔克·貝洛普斯基（英语：Aristarkh Belopolsky）
6. 1919–1930 亞歷山大·亞歷山德羅維奇·伊萬諾夫（俄语：Иванов, Александр Александрович (астроном)）
7. 1933–1937 鮑里斯·格拉西莫維奇（英语：Boris Gerasimovich）
8. 1937–1944 謝爾蓋·別利亞夫斯基
9. 1944–1946 格里高利·诺伊明（英语：Grigory Neujmin）
10. 1947–1964 亞歷山大·亞歷山德羅維奇·米哈伊洛夫
11. 1964–1979 弗拉迪米爾·阿列克謝耶維奇·克拉特（俄语：Крат, Владимир Алексеевич）
12. 1979–1982 Kiril Nikolaevich Tavastsherna
13. 1983–2000 Viktor Kuzmich Abalakin
14. 2000–2015 亞歷山大·弗拉迪米羅維奇·斯捷潘諾夫（俄语：Степанов, Александр Владимирович (астроном)）
15. 2015– 尤里·阿納托利耶維奇·納戈維欽

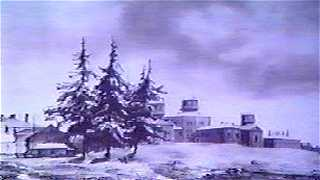
1839年
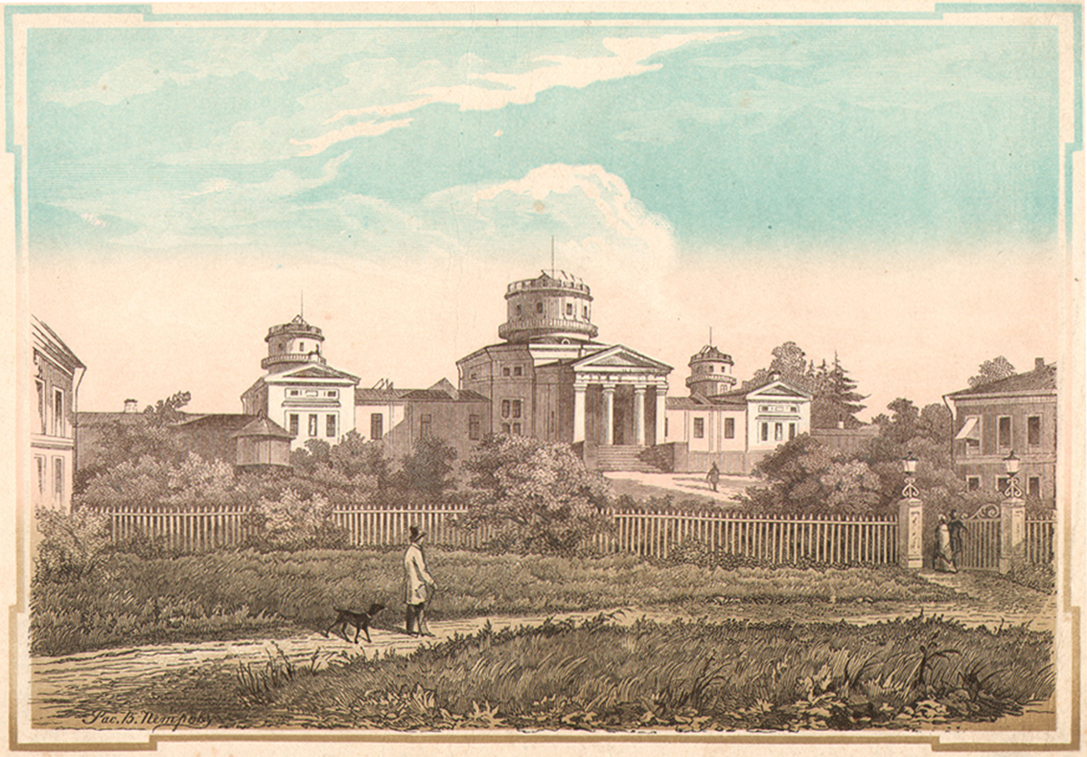
1855年
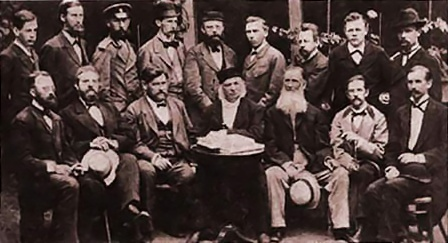
1883–86年天文台職員
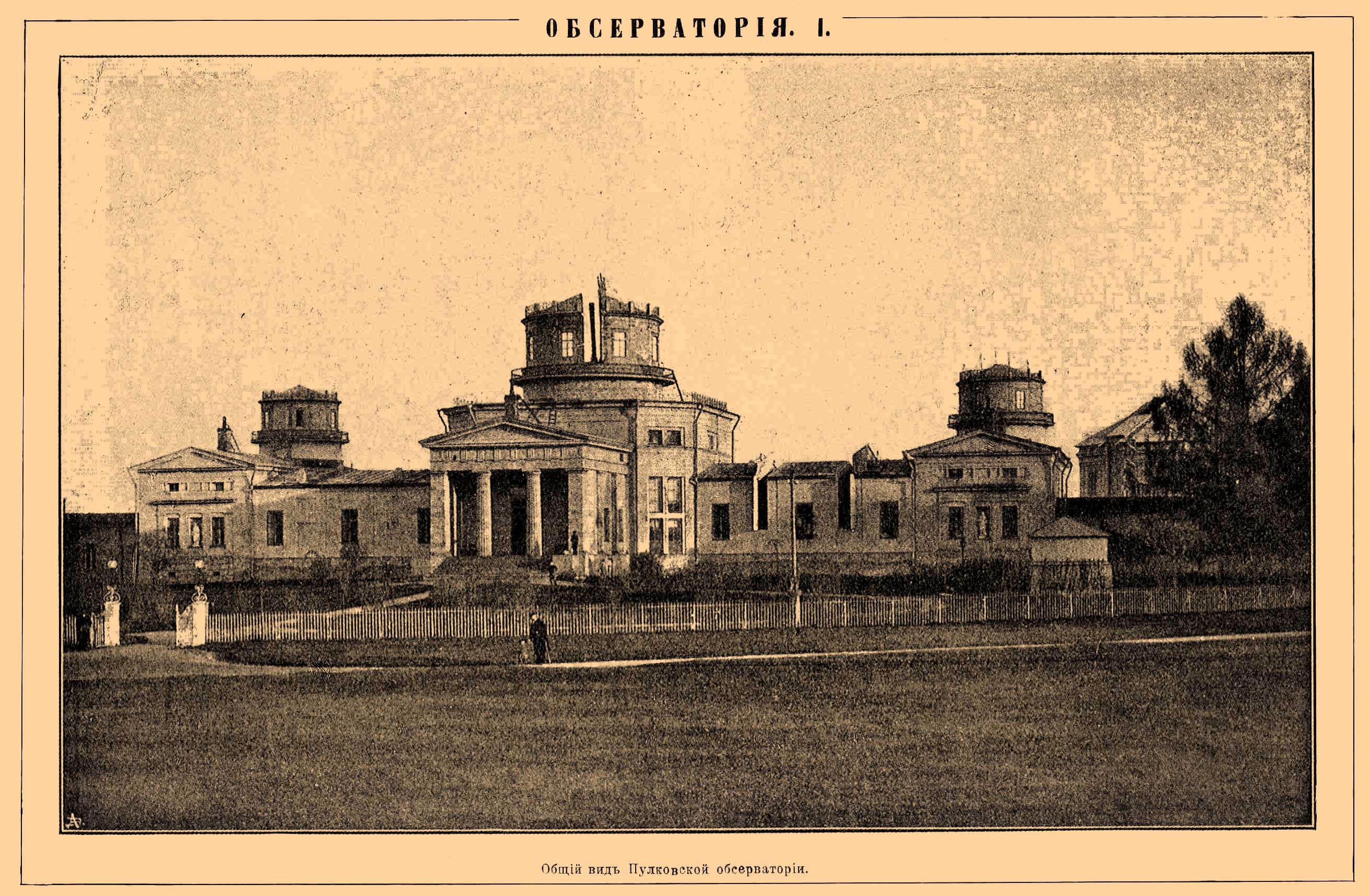
19世紀末
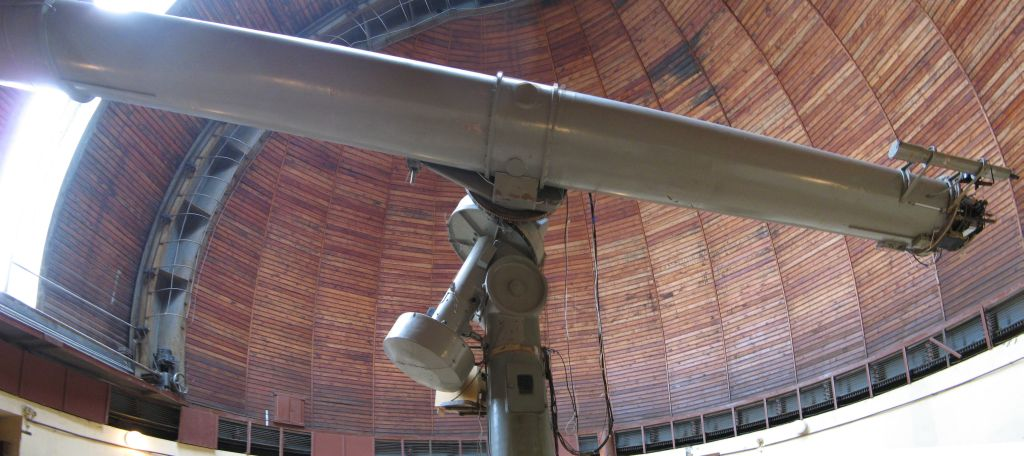
26英吋(660mm)折射式望遠鏡
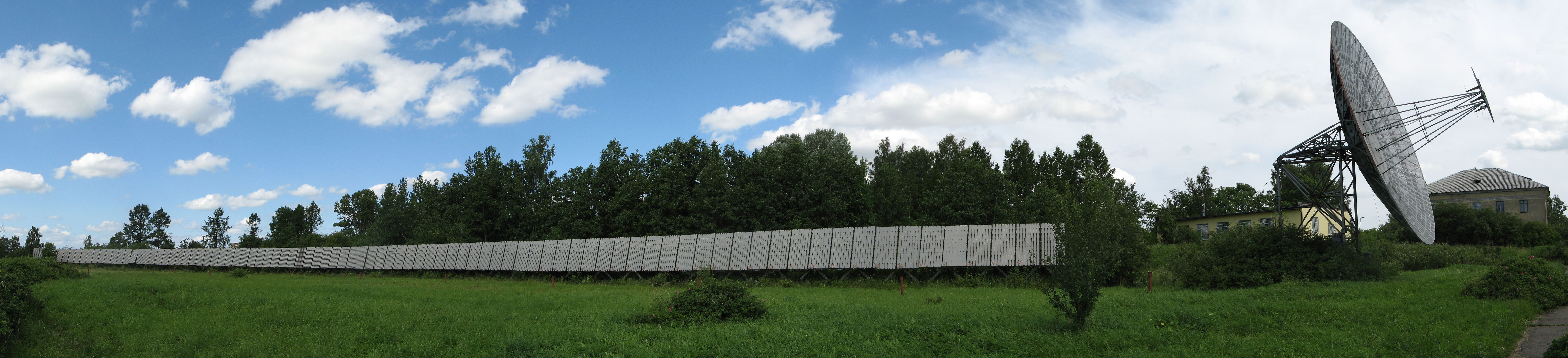
電波望遠鏡